# 479
479 (CDLXXIX) je bilo navadno leto, ki se je po julijanskem koledarju začelo na ponedeljek.

## Dogodki
- 1. januar
- Na Kitajskem se začne dinastija Či